# Orthotrichum bolanderi
Orthotrichum bolanderi är en bladmossart som beskrevs av Sullivant 1874. Orthotrichum bolanderi ingår i släktet hättemossor, och familjen Orthotrichaceae. Inga underarter finns listade i Catalogue of Life.